# Albertshofen (Velburg)
Albertshofen ist ein Ortsteil der Stadt Velburg im Landkreis Neumarkt in der Oberpfalz in Bayern.

## Geographische Lage
Das Kirchdorf liegt im Oberpfälzer Jura der Fränkischen Alb auf 498 m über NHN in einer Talsenke am südwestlichen Ausgang des Gießgrabens. Um Albertshofen herum steigen mehrere Erhebungen bis auf 584 m ü. NHN an.

## Verkehr
Zum Dorf führen Ortsverbindungsstraßen von der Kreisstraße NM 1 und von der Staatsstraße 2240 her. Die Verbindung zum Albertshofer Tal im Südosten ist durch den nahen Truppenübungsplatz Hohenfels unterbrochen.

## Geschichte
Albertshofen ist vermutlich in der karolingischen Zeit durch fränkische Kolonisatoren angelegt worden.
Der Ort lag im Herrschaftsgebiet Lutzmannstein, das nach dem Aussterben des Geschlechts der Lutzmanne von Stain 1269 an das Herzogtum Bayern fiel. Um 1285 ist der Ort im zweiten Wittelsbacher Urbar als „Allweigshouen“ mit einem Hof und zwei Lehen aufgeführt. In der um 1325 verfassten Güterbeschreibung des Benediktinerklosters Kastl ist „Aylbergshofen“ nachgetragen, denn der dortige Klosterbesitz (2 Höfe), ist erst 1334 an das Kloster gekommen. Diese Klosterhöfe in „Allweghofen“ kaufte 1399 die Kurpfalz. Auch die Herrschaft Helfenberg hatte Besitz in Albertshofen; ihr gehörten 1588 4 Sölden bzw. Halbhöfe und 3 Güter. Um 1600 hatte auch das pfalz-neuburgische  Amt Velburg einen Untertan in Albertshofen. Begütert war hier auch das pfälzische Amt Pfaffenhofen mit 1 Hof, das Kloster Seligenporten mit 1 Hof und die Hofmark Heimhof mit 1 Gütlein, Gegen Ende des Alten Reiches, um 1800, bestand Albertshofen aus 10 Höfen der seit 1793 kurfürstlich-bayerischen Herrschaft Helfenberg, aus dem gemeindlichen Hirtenhaus, einem Ganzhof des Pflegamtes Velburg und einem Halbhof der Hofmark Pilsach.
Im neuen Königreich Bayern (1806) wurden zunächst Steuerdistrikte aus jeweils mehreren Orten gebildet. Dem Steuerdistrikt Prönsdorf im Landgericht Parsberg (dem späteren Landkreis Parsberg), gehörten die beiden Dörfer Prönsdorf und Albertshofen, die Weiler Bernla und Richthofen sowie die Einöde (und Wallfahrt) Habsberg an. Mit dem zweiten Gemeindeedikt von 1818 wurde dieser Steuerdistrikt die Ruralgemeinde Prönsdorf, wobei die Einöde Habsberg als solche nicht mehr erwähnt wird. Hierbei blieb es bis zur Gebietsreform in Bayern, als die Gemeinde am 1. Januar 1972 in die Stadt Velburg eingemeindet wurde. Seitdem ist Albertshofen ein amtlich benannter Ortsteil von Velburg.

### Einwohner- und Gebäudezahl
- 1860: 73 Einwohner, 11 Häuser,[10]
- 1867: 70 Einwohner, 25 Gebäude, 1 Kirche,[11]
- 1871: 67 Einwohner, 38 Gebäude, im Jahr 1873 ein Großviehbestand von 74 Stück Rindvieh,[12]
- 1900: 73 Einwohner, 12 Wohngebäude,[13]
- 1925: 70 Einwohner, 12 Wohngebäude,[14]
- 1950: 69 Einwohner, 12 Wohngebäude,[15]
- 1987: 62 Einwohner, 13 Wohngebäude, 13 Wohnungen.[16]

Heute hat der Ort 20 Anwesen. 2016 bis 2018 wurde eine Dorferneuerungs-Maßnahme durchgeführt.

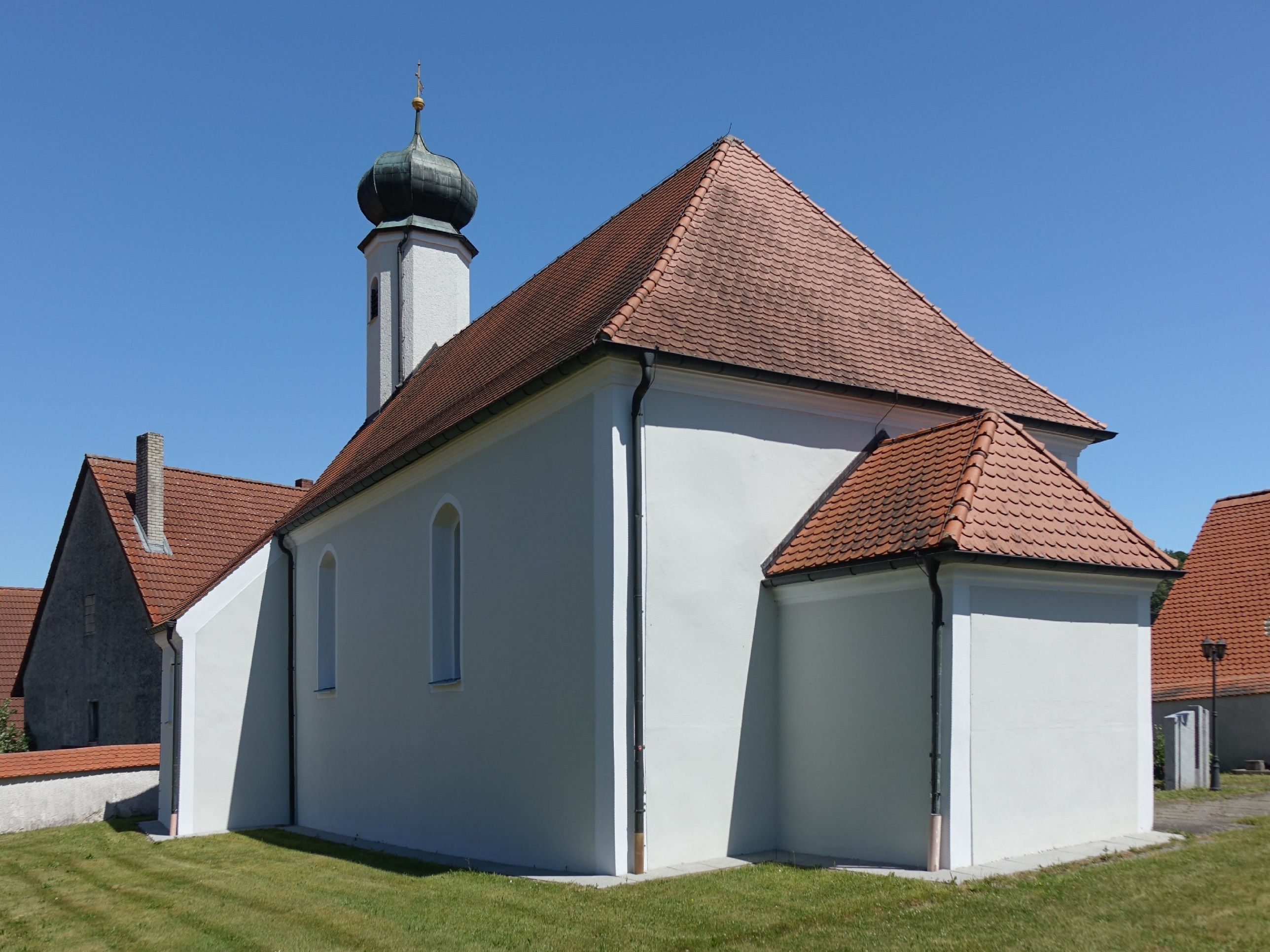
Die Filialkirche St. Johannes der Täufer

### Kirchliche Verhältnisse
Das Dorf gehörte zur katholischen Pfarrei St. Vitus in Utzenhofen im Bistum Regensburg. Während der reformatorischen Phase von Pfalz-Neuburg war Albertshofen eine eigene kalvinische Pfarrei. Nach der Rekatholisierung (1626) gehörte der Ort wieder als Filiale zur Pfarrei Utzenhofen. 1868 ist das Dorf mit seinen 11 Häusern in die Pfarrei Pielenhofen umgepfarrt worden, wurde aber infolge der Ausweitung des Truppenübungsplatzes Hohenfels im Jahr 1951 von ihr wieder getrennt. Seitdem ist Albertshofen erneut eine Filiale der Pfarrei Utzenhofen. Die Filialkirche, aus dem 11. Jahrhundert stammend, ist dem Johannes dem Täufer geweiht. Dort stehen heute einige Statuen aus der Pielenhofener Pfarrkirche. Die Kirche ist in die Bayerische Denkmalliste eingetragen.